# Восточный роман
«Восточный роман» — российский фильм 1992 года режиссёра Виктора Титова.

## Сюжет
Фильм из пяти новелл, которые отражают пять этапов с 1947 по 1982 год которые проходит героиня фильма - среднеазиатская колхозница Мамлакат, с юности устремившаяся к цели — улыбнуться с полосы центральной газеты. Её судьба непроста: несчастная любовь, жизнь с нелюбимым, трудовая колония, снова любовь. Героиня все ближе и ближе к цели, и ее ничто не в состоянии остановить. Свою головокружительную карьеру и вход в большую советскую политику Мамлакат оплачивает полной и окончательной потерей человеческого облика, предательством своей юношеской любви и идеалов. 

## В ролях
- Лариса Белогурова — Мамлакат
- Николай Ерёменко — Николай
- Армен Джигарханян — Джафар
- Рамаз Чхиквадзе — Саид
- Нонна Петросян — Роза Аббасовна
- Ольга Волкова — Фатима, жена Саида
- Мурад Раджабов — Ибрагим Юсупович
- Армен Мирзаханян — Мирза
- Арменак Назикян — Сандро
- Казис Урмонас — Эрик

## Критика
И никак не избавиться от ощущения многозначительной фальши, которая скользит во всём. В облике Мамлакат, чей жгучий парик и интенсивный грим никак не могут превратить зрелую Ларису Белогурову в девочку—узбечку. В манерах её возлюбленного, сотканного из привычных актерских приспособлений Николая Еременко. В крикливом восточном колорите и мнимо величественных силуэтах помпезной сталинской эпохи попытка ее эстетизировать после «Прорвы» Дыховичного кажется до смешного наивной.Может эта фальш на самом деле — метафора фальшивой жизни в фальшивое время? Так ведь известно из классики, что «скучную историю» вовсе не обязательно рассказывать скучно.— Дмитрий Савельев, журнал «Столица», 1993

Этот странный фильм — обо всём: и о хлопке, и о человеческих трагедиях в борьбе за его урожай, и о любви, и о коварстве, и о политике, и… В общем, чего только в нем не наворочено. Но когда говорят сразу обо всем, то это чаще всего оборачивается ничем. Когда же еще режиссерским почерком (постановщик В.Титов) является смешение всех и всяких жанров, когда высокий «штиль» соседствует с фарсом, то получается нечто, похожее на лоскутное полотно, сотканное из разноцветных кинониток.— журнал «Вестник», 1997